# Fernando Giner Grima
Fernando Giner Grima (València, 10 d'octubre de 1964) és un polític i economista valencià especialitzat en màrqueting estratègic, consultor d'empresa familiar i professor en diverses escoles de negocis. És el portaveu de Ciutadans a la ciutat de València i des de 2015 és regidor a l'Ajuntament pel mateix partit.

## Biografia

### Orígens i formació
Fernando Giner és el fill menor d'una família amb tradició empresarial i política. Son tio Manuel Giner Miralles (1926-2019) va ser diputat als anys 80 i 90 amb Aliança Popular i Unió Valenciana. En 1987 es va llicenciar en Ciències Empresarials per la Universitat de València, completant la seua formació en 1990 amb un màster en administració d'empreses (MBA) pel IESE Business School de la Universitat de Navarra.
Va començar la seua marxa professional amb “Manantiales y Contratas”, que formava part del grup làctic “El Prado Cervera” del que també va ser conseller. Va gestionar altres negocis familiars en el sector dels concessionaris oficials d'automòbils, mentre emprenia els seus projectes personals en distribució de begudes i en una cadena de fruiteries. A més, és membre de la Comissió executiva de l'Associació Valenciana de la Caritat, Casa de la Caritat, des de 1995.
Després de la venda en 1999 de "El Prado Cervera" al grup francès 3A, amb seu a Tolosa de Llenguadoc, va deixar el grup familiar.

### Consultor i docent
Durant la primera dècada del segle XXI va combinar la consultoria amb la formació i la docència en diverses institucions privades. Des de 2000 va dirigir l'Escola de Negocis Estema, adscrita actualment a la Universitat Europea de Madrid. Durant aquesta etapa va dissenyar, implantar i dirigir els MBA en cinc categories diferents, arribant a situar el MBA dins del rànquing dels 10 millors programes a Espanya en 2007.
En 2006 va ser nomenat president de la Comissió del Centenari i Vicepresident de màrqueting i comunicació, des d'on va dissenyar la campanya 365 menjars solidaris (premiada per Actualitat Econòmica com una de les 100 millors idees de l'any 2007).
En 2008 va escriure el llibre El Repto, on analitzava la crisi espanyola, la seua durada i la seua estructura; posteriorment va escriure El Debate, on introduïa l'anàlisi de la “decadència d'Europa Occidental” dins del context econòmic mundial i el seu efecte sobre les noves condicions de treball. Des de llavors ha col·laborat amb el diari Las Provincias com a analista econòmic.
Un anys després, en 2010, va deixar l'Escola de Negocis Estema i es va centrar en la consultoria sense abandonar la seua faceta com a professor de màrqueting estratègic amb el Centre d'Estudis Financers (CEF), l'Institut d'Estudis Econòmics del Mediterrani (IEEM) i l'INEDE, l'Escola de Negocis de la Universitat Catòlica de València.
En 2012 va fundar el Club d'Estratègia i Gestió Empresarial (CEGE). Un any després l'Associació de Joves Empresaris de València li va triar Director de l'Acadèmia Emprèn. També va publicar de forma digital 13 Principis per emprendre, que va adaptar en el projecte, basat en el "crowdlearning" 13 històries reals.

### Política
En 2014 es va vincular al partit polític Ciutadans, convertint-se en vocal del Comitè Electoral Territorial d'aquest partit al País Valencià. Després de presentar 278 avals vàlids i sense cap rival per a les primàries, va ser triat al març de 2015 candidat de Ciutadans per a l'alcaldia de València. A les eleccions municipals de 2015 va encapçalar la llista de Ciutadans a la ciutat de València, obtenint el 15,38% de vot i l'acta de regidor a l'Ajuntament de València.
En la declaració de béns i propietats de 2017 va declarar béns en propietat per valor de més de 2 milions d'euros, la qual cosa el situa com el regidor més ric de l'Ajuntament de València.

## Publicacions
- El Reto. Romeo, València, 2008.
- El Debate, estem preparats per competir en un nou ordre mundial? Romeo, València, 2010.
- 13 principios para emprendrer. 2013.